# Chuck Billy
Charles "Chuck" Billy (23. lipnja 1962.) američki pjevač, najbolje poznat kao pjevač američkog thrash metal sastava Testament.

## Testament
Chuck Billy je zamijenio Stevea "Zetro" Souzu, budućeg pjevača sastava Exodus sredinom osamdesetih godina prošlog stoljeća, dok se sastav još zvao Legacy. Nakon njegovog dolaska u sastav, Testament izdaje svoj prvi album, The Legacy 1987. godine. Jedina pjesma koju je napisao na albumu The Legacy bila je "Do or Die". Iako su se članovi sastava često mijenjali kroz godine, Chuck Billy je ostajao u sastavu cijelo vrijeme, zajedno s gitaristom Ericom Petersonom koji je također ostao u sastavu. Međutim, njegov se stil pjevanja tijekom godina znatno promijenio, iz čistog visokog thrash stila u dublji glas koji se približava režanju karakterističnom za death metal. Od albuma Low, miješa oba stila i ponekad izvodi oba u istoj pjesmi.

## Ostali radovi
Prije nego što je postao pjevač Testamenta, Billy je bio gitarist lokalnog metal sastava pod nazivom Guilt. Ne postoji niti jedan album tog sastava, ali su snimili jedan demo 1984. godine.
Chuck se također pojavio na solo projektima Jamesa Murphyja, svirajući na oba njegova albuma kao gostujući glazbenik. Također je pjevao za sastav Exodus na barem jednom koncertu (28. listopada 2004., u Warfield Theatreu u San Franciscu kao predgrupa Megadethu).

## Privatni život
Chuck Billy je podrijetlom Pomo, pripadnik indijanskog naroda iz Sjeverne Kalifornije. Ponosan je na svoje podrijetlo, te ponekad za vrijeme koncerata zahvali svojoj "domorodačkoj braći i sestrama". Pjesme "Trail of Tears", "Allegiance" i "Native Blood" su pjesme počasti za njegovo podrijetlo.